# Alberto Rabadá
Pas d'image ? Cliquez ici
Alberto Rabadá Sender, né le 13 février 1933 à Saragosse (Aragon), mort dans l’Eiger (Suisse) le 15 août 1963, est un pyrénéiste et alpiniste espagnol, actif dans les années 1950 et le début des années 1960, connu pour la cordée qu’il formait avec Ernesto Navarro.

## Biographie

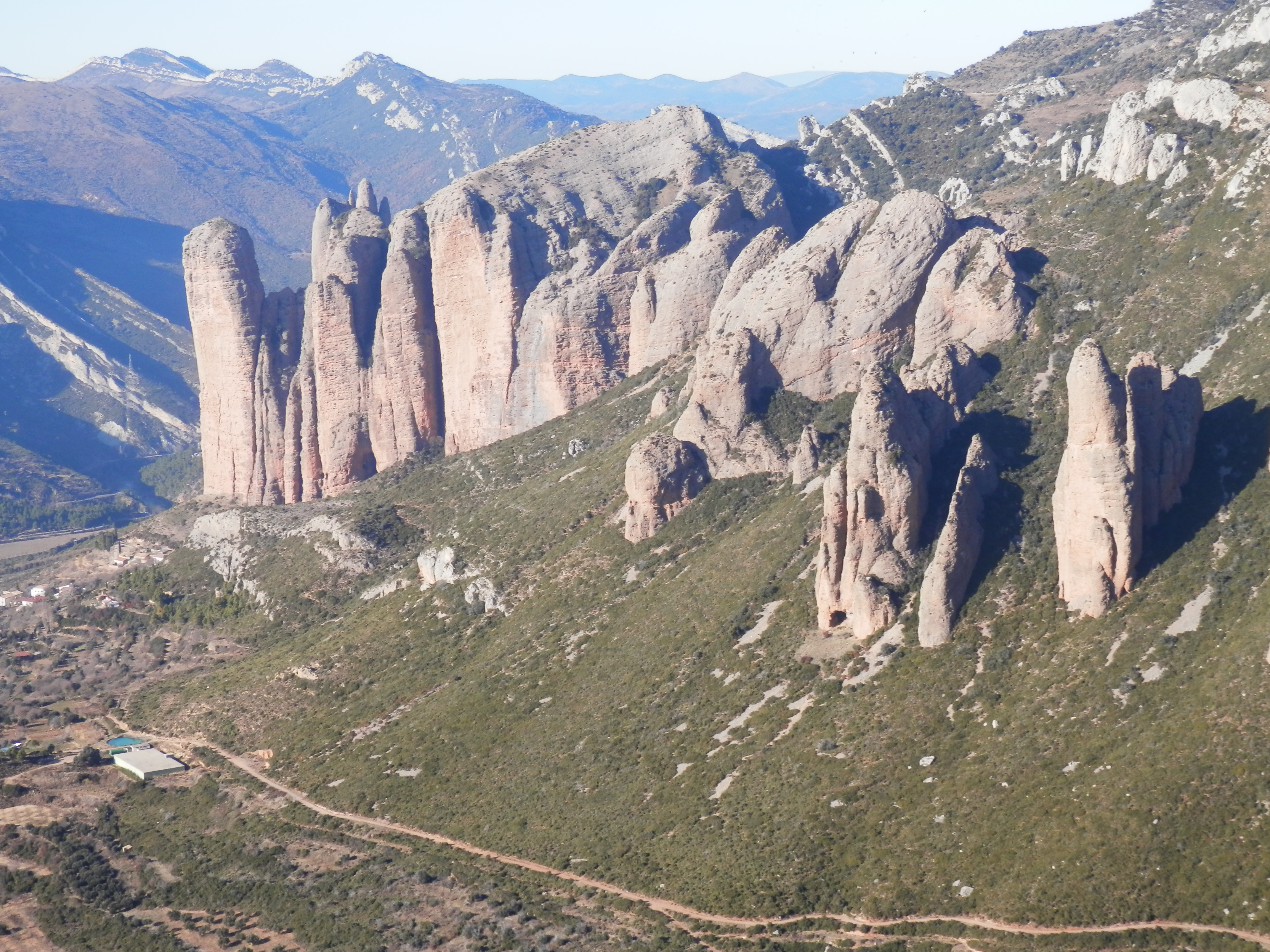
Mallos de Riglos.

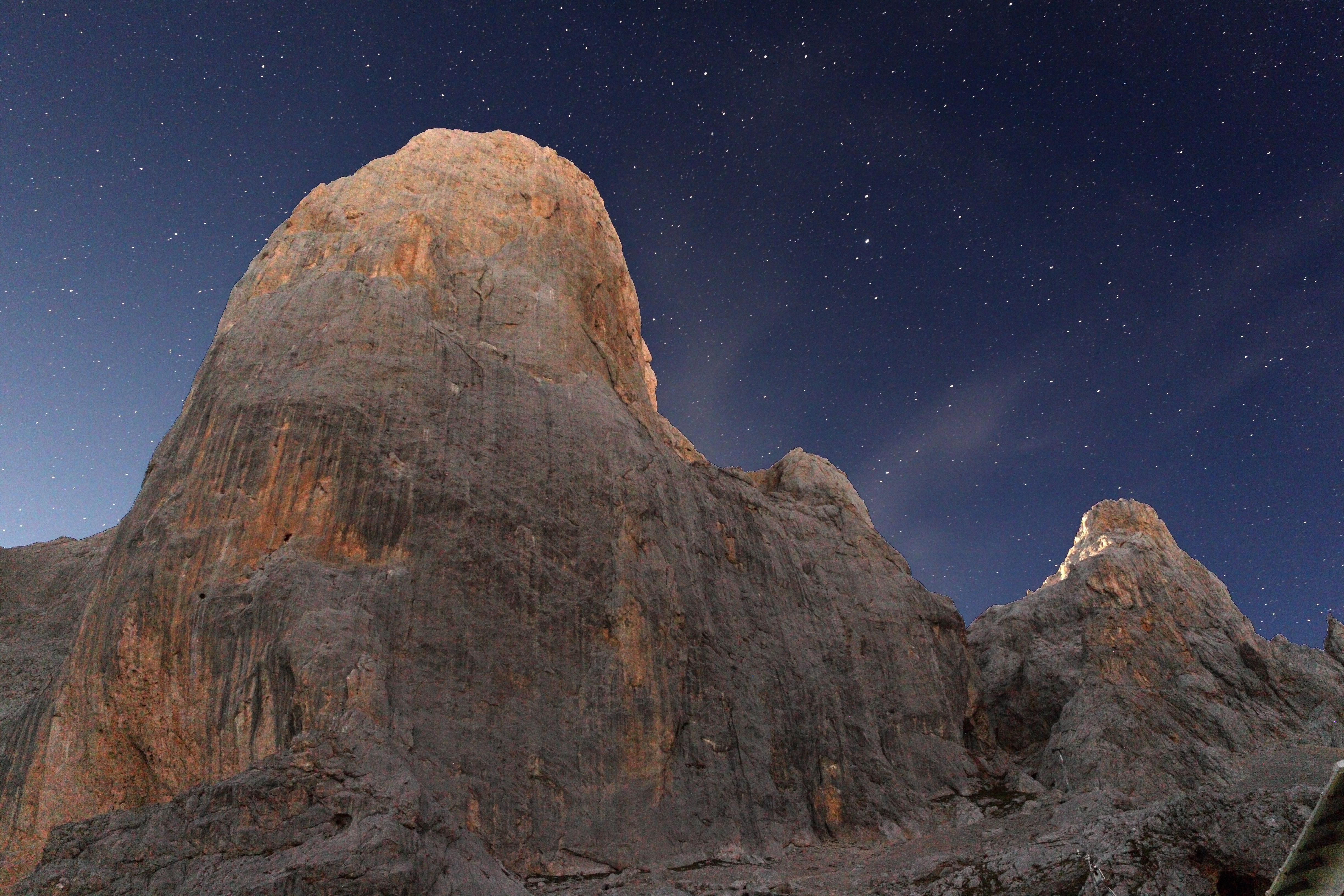
Pic Urriellu, ou Naranjo de Bulnes.

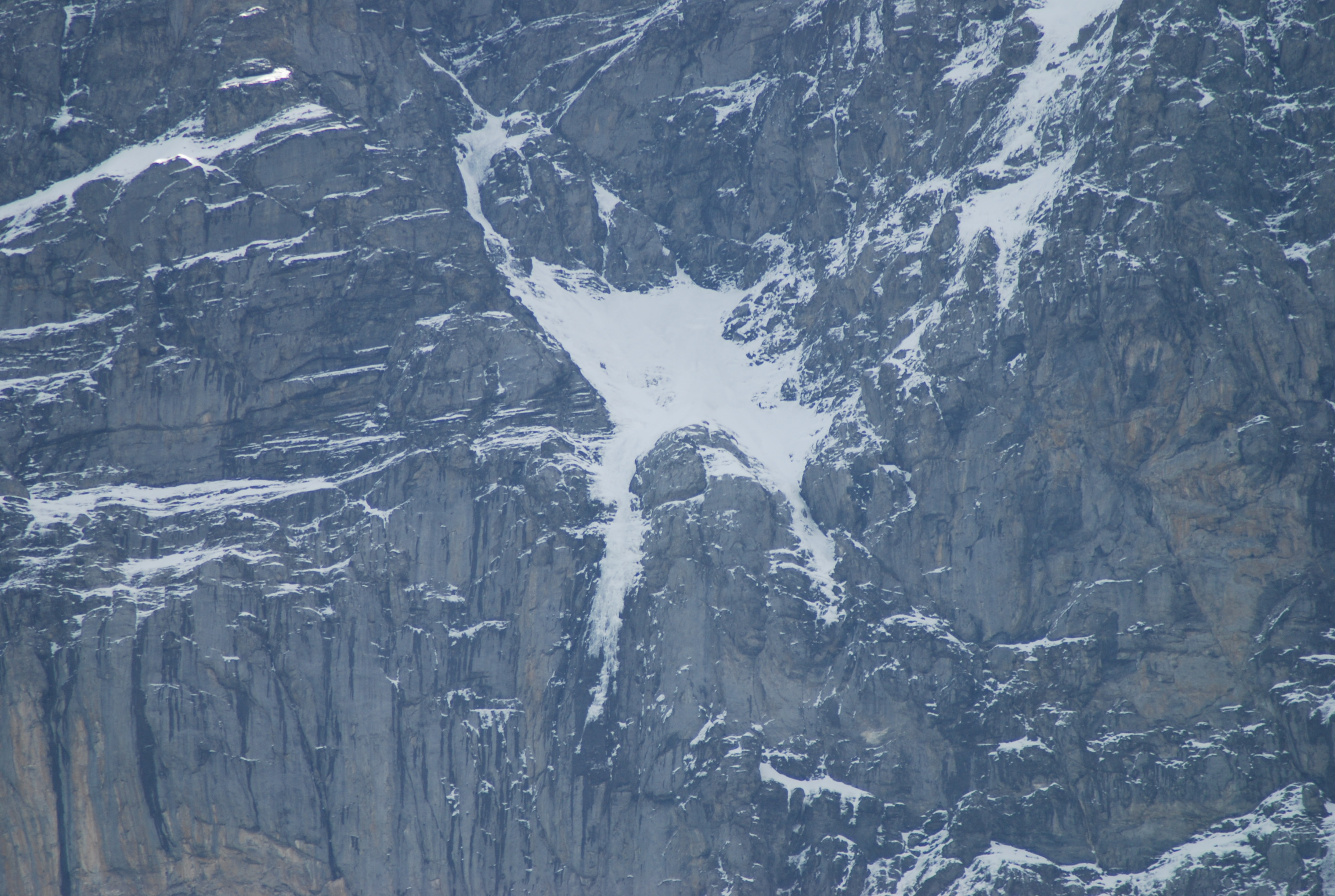
L’Araignée blanche, face nord de l’Eiger

Resté célibataire, il exerce la profession de tapissier-décorateur. Il débute en 1953 avec la première répétition de la Normale à la Peña Sola de Agüero, puis l’ouverture de la voie normale du Puro, dans les Mallos de Riglos, en compagnie de Manuel Bescós San Martín et de Ángel López « Cintero ».
Il ouvre ensuite de nombreuses voies mineures, avant de réaliser des voies de grande difficulté comme la Serón-Millán au mallo Pisón en 1957, la voie nord du Pico del Águila à Candanchú, la Francisco Ramón Abella « Galletas » au mallo Firé (1959). Il effectue aussi des premières répétitions : voie Ravier au Tozal del Mallo à Ordesa, première espagnole au nord de la Tour du Marboré, dans le cirque de Gavarnie.
L’année 1959 marque le début de sa collaboration avec Ernesto Navarro. Leur cordée qui va ouvrir la voie des Dièdres da la Peña don Justo de Riglos, puis de nombreuses autres dans les Pyrénées et les Pics d'Europe : ouverture de la voie nord du Puro (1960), l’éperon du pic Gallinero (Ordesa, Huesca), l’éperon du Firé aux Mallos de Riglos (1961), puis en 1962 la face ouest du Naranjo de Bulnes (Asturies), et en 1963 la via de las Brujas (voie des Sorcières) au Tozal del Mallo, avec J. J. Diaz
En août 1963, Rabada et Navarro se rendent dans les Alpes avec pour objectif de réaliser la première espagnole de la face nord de l’Eiger. Trois tentatives sont déjouées par les conditions météorologiques exécrables. Enfin, le temps paraissant s’améliorer, ils se lancent à l’assaut, mais le mauvais temps revient alors qu’ils sont en pleine paroi, au niveau de l’« Araignée blanche ». Ils meurent de froid et d’épuisement.

## Principales ascensions
1952
- Ouverture normale du Tornillo, Mallos de Riglos, 7 octobre, avec M. Bescós et R. Montaner.

1953
- Ouverture normale du Mallo Capaz, Mallos de Riglos, 15 février, avec M. Bescós et Á. López « Cintero ».
- Ouverture normale du Puro, Mallos de Riglos, 15 juillet, avec M. Bescós et Á. López « Cintero ».

1957
- Voie Edil (Edil est le surnom de Rabadá, et le nom donné à de nombreuses voies ouvertes par lui) à l’aiguille Rouge, Mallos de Riglos, 2 juin, avec Á. López « Cintero ».
- Voie Edil à la Peña Don Justo, Mallos de Riglos, 9 juin, avec J.J. Díaz et J. Vicente « Nanín ».
- Serón-Millán au mallo Pisón, Mallos de Riglos, 22 juin, avec Á. López « Cintero », R. Montaner y J.J. Díaz.

1958
- Dièdre NE de la Grande aiguille d'Ansabère, Lescun, France, 6 juin avec J. Mustienes.
- Face E du Trident Nord, Crête du Diable, Sallent de Gállego, 8 septembre, avec J.A. Bescós et R. Montaner.

1959
- Francisco Ramón Abella « Galletas » au mallo Firé, Mallos de Riglos, 27 mars, avec R. Montaner.
- Grand dièdre du balcon de Cuerviñán, Mezalocha, avec R. Montaner.
- Voie des Dièdres de la Peña Don Justo, Mallos de Riglos, 2 mai, avec Ernesto Navarro.
- Voie Edil à la Peña del Moro de Mezalocha, avec Ernesto Navarro.
- Éperon est du Tozal del Mallo, 17 août, avec J.J. Díaz.
- Nord du Pico del Águila, Candanchú, 23 août, avec J.A. Bescós et R. Montaner.

1960
- Nord du Puro, Mallos de Riglos, 10 juillet avec Ernesto Navarro.
- Éperon central de la Peña Telera, avec J. Vicente « Nanín ».
- Arête des Chauve-souris, pic d'Aspe, 22 septembre avec M. Ansón, J. Vicente « Nanín » et M. Ansón.

1961
- Cheminée du Manche du Couteau, Mallos de Riglos, 7 mai avec Ernesto Navarro, J.A. Bescós et R. Montaner.
- Normale du mallo Arcaz, Mallos de Riglos, 26 mai avec Ernesto Navarro et J. Soriano.
- Éperon nord-ouest de la Peña Oroel Jaca, 30 juin avec R. Montaner.
- Éperon du pic Gallinero, vallée d’Ordesa, 17 août avec Ernesto Navarro.
- Voie de la Risa, Peña Don Justo, Mallos de Riglos, 10 septembre avec Ernesto Navarro et Ursi Abajo.
- Felix Méndez oo éperon sud-ouest du mallo Firé, Mallos de Riglos, 16 octobre avec Ernesto Navarro.

1962
- Voie Edil, nord du pic d’Aspe, 29 janvier avec Ernesto Navarro.
- Voie ouest du Naranjo de Bulnes, pics d'Europe, 21 août avec Ernesto Navarro.

1963
- Miguel Vidal au Tornillito, Mallos de Riglos, avec Ernesto Navarro.
- Voie des Sorcières au Tozal del Mallo, vallée d’Ordesa, 29 juin avec Ernesto Navarro et J.J. Díaz.

## Hommages et reconnaissance
Les hommages, tant à Rabadá qu’à Navarro, ont été nombreux. Leur nom a été donné à une voie dans les Mallos de Riglos, une voie Ernesto Navarro dans le mallo Firé. Un sommet sur la crête entre la Tusse de Remugne et le pic de Maupas (massif du Perdiguère) porte le nom de pic Navarro (3 043 m), tandis que son voisin est le pic Rabadá (3 045 m). Un monolithe à l’entrée du village de Riglos porte leurs deux noms, ainsi qu'un rond-point à Ayerbe.
Navarro et Rabadá ont participé à trois courts-métrages consacrés à leurs ascensions : Escalada (au mallo Firé), La vía soñada (au Naranjo de Bulnes), et Siempre unidos (tourné dans la voie Vidal du Tornillito du massif d’os Fils à Riglos).
Deux livres traitent de leur expérience : 
- Alberto Planas, David Planas, Rabadá Navarro. Su vida, su técnica y sus vías actualizadas, Barrabes[1] ;
- Simon Elias, Rabadá y Navarro, la cordada imposible, Desnivel, 2007[2].